# Agrosaurus
Agrosaurus („polní ještěr“) byl rod vývojově primitivního sauropodomorfního dinosaura, žijícího v období pozdního svrchního triasu (geologický věk rét, asi před 206 až 202 miliony let) na území dnešní jižní Austrálie. Další potenciální fosilie tohoto dinosaura byly objeveny v lokalitě Durdham Down, Quarry Steps na území Velké Británie, ty jsou ale obvykle považovány za zkameněliny rodu Thecodontosaurus.

## Historie
Fosilie tohoto plazopánvého dinosaura byly objeveny v Queenslandu roku 1844, v roce 1879 si je zakoupilo Britské přírodovědné muzeum v Londýně. Teprve roku 1891 fosilie prostudoval a následně popsal britský paleontolog Harry Govier Seeley, a to pod jménem Agrosaurus macgillivray. Jednalo se pravděpodobně o vývojově primitivního sauropodomorfa o délce kolem 3 metrů. Chodil zřejmě střídavě po dvou i po čtyřech, byl to relativně mohutný býložravec a žil nejspíš v malých stádech. Dříve se předpokládalo, že byl vývojově příbuzný rodu Massospondylus nebo Anchisaurus, dnes je za jeho nejbližšího příbuzného považován rod Thecodontosaurus z Anglie (může se dokonce jednat o stejný rod). Agrosaurus bývá v každém případě považován za nomen dubium (pochybné vědecké jméno), případně za potenciálně platný samostatný rod z čeledi Thecodontosauridae.